# De eeuwige driehoek
De eeuwige driehoek is een hoorspel van Robert Storey. Love in Triplicate werd op 11 november 1965 door de Britse televisie uitgezonden in de serie Thirty-Minute Theatre. Ary van Nierop vertaalde het en de VARA zond het als hoorspel uit op zaterdag 10 februari 1968. De regisseur was Ad Löbler. De uitzending duurde 32 minuten.

## Rolbezetting
- Elisabeth Versluys (Mary Briggs)
- Paul van der Lek (Stephen Watson)
- Petra Laseur (zijn vrouw Jill)

## Inhoud
De eeuwige driehoek van dit spel bestaat uit Stephen Watson, firmant van Watson & Co, zijn vrouw Jill Watson en zijn secretaresse en vriendin Mary Briggs. Die heeft voor zichzelf vastgesteld dat het zó niet langer meer kan. Ze repeteert een verhaal dat ze Stephen zal gaan vertellen: “Stephen, lieveling, ik heb geprobeerd jouw standpunt te begrijpen, maar op deze manier kan ik er niet langer tegen. Als je niet gauw iets doet, neem ik de zaak zelf in handen.” Maar het gesprek met Stephen verloopt anders; het komt zelfs in een opgewonden stadium. Ten slotte blijkt dat Stephen zijn vrouw Jill al op de hoogte heeft gebracht van zijn verhouding met haar. Jill heeft geen scène gemaakt. Ze heeft het heel kalm opgenomen en er zich zonder één woord bij neergelegd. Zij ging rustig door met haar legpuzzel. Alles is dus achter de rug. Stephen en Mary zijn vrij. Bleef Jill werkelijk zo kalm? Of was het alleen maar handigheid van haar, geslepenheid? Dat blijkt als Jill Stephen en Mary komt opzoeken om “de zaak eens door te spreken”…